# Río Saa
El río Saa, también conocido como Forgas y Cereixa en parte de su recorrido, es un río del noroeste de la península ibérica que discurre por del sur de la provincia de Lugo, Galicia, España. Es afluente del río Cabe.

## Recorrido
Nace en la parroquia de Trascastro, en el municipio de Incio, cerca del límite con Puebla del Brollón, de la unión de los riegos de Moxenas, As Pías y A Veneira. Pasa por las aldeas de Forgas de Arriba, Forgas y Pousa, donde recibe al río Lebrón. Hasta este punto se conoce también como río Forgas. 
Después pasa por Fondorallo y Santo Adrián, antes de adentrarse en la localidad de Puebla del Brollón, donde recibe las aguas del río Rubín. Finalmente pasa por Nogueiras, Cereixa, Rairos y Areas.
Desemboca en el río Cabe a la altura de Fornelas, a los pies del Moncai.

## Afluentes
Por el margen izquierdo:
- Río Lebrón
  - Río de San Vitoiro
  - Regueiro da Travesa
  - Regueiro de Bruxadoiro
- Río Rubín
  - Rego das Balsas
  - Rego das Lamelas
- Regueiro dos Muíños
  - Rego da Ponte do Real
- Rego das Sebes

Por el margen derecho:
- Rego das Pías
- Rego de Parada
- Rego de Valfolgoso
- Rego da Paxariña